# 富士原昌幸
富士原 昌幸（ふじはら まさゆき）は、日本の漫画家。
島本和彦のアシスタントを経て、『週刊少年サンデー』1985年10月増刊号（小学館）にて、藤原昌幸の名で『我が名は雷だー!!』でデビュー。
現在は主にスーパーロボット大戦シリーズ関係のアンソロジーコミックや、同人誌を描いている。同人誌では環望とコンビを組む事もある。

## 作品一覧

### 漫画作品
- 我が名は雷だー!!（藤原昌幸名義）
- 刑事剣士Xカリバー（藤原昌幸名義）
- 最強巨神ドデカイン
- 鋼の救世主
- 超機人 龍虎王伝奇
- ジャイアントロボ 誕生編

### 同人作品
- スーパーロボット大戦F炎完結編
  - 富士原屋・環屋の連名。環望との共同執筆。長谷川裕一、島本和彦、水玉螢之丞、等のゲスト執筆者多数。
- どこでもすぱろぼ
- スーパーロボット大戦雷64（2000年8月）
  - 富士原屋・環屋の連名。環望との共同執筆。
- 嵐のすぱろぼ日記（2000年12月）
- スーパーロボット大戦雷MKII（2001年8月）
- 嵐のすぱろぼ日記外伝（2001年12月）
- スーパーロボット大戦雷64完結編（2002年8月）
- 嵐のすぱろぼその他日記（2002年12月）
- 嵐のすぱろぼ小隊日記（2003年8月）
- 鋼の救世主前伝序章（2003年12月）
- 嵐のすぱろぼその他日記2003（2003年12月）
- 鋼の救世主前伝第二章（2004年8月）
- 鋼の救世主前伝第三章（2004年12月）
- 嵐のすぱろぼ日記2004（2004年12月）
- 鋼の救世主前伝最終章（2005年8月）
- スーパーロボット大戦嵐龍王逆襲（2005年12月）
- スーパーロボット大戦押忍!!（2006年4月）
- スーパーロボット大戦嵐外伝（2006年8月）
- スーパーロボット大戦64データベース（2006年8月）
- スーパーロボット大戦富士10th上巻（2006年12月）
- スーパーロボット大戦富士10th下巻（2007年8月）
  - 上記2冊は双葉社刊「スーパーロボット大戦コミック」シリーズ掲載作品の再録。
- スーパーロボット大戦轟第一巻（2007年12月）
- スーパーロボット大戦轟第二巻（2008年8月）
- スーパーロボット大戦響上巻（2008年12月）
- スーパーロボット大戦響下巻（2009年12月）
- スーパーロボット大戦富士Tribute編（2009年12月）
  - 講談社刊「スーパーロボット大戦トリビュート」シリーズ掲載作品の再録。
- PARADOX FIGHT カイザーside（2010年8月）
- 盟勇機バディオーン ヴォイス・ドラマCD BOOK Vol.1（2003年8月）
- 盟勇機バディオーン ヴォイス・ドラマCD BOOK Vol.2（2003年12月）
- 盟勇機バディオーン ヴォイス・ドラマCD BOOK Vol.3（2004年8月）
- 盟勇機バディオーン ヴォイス・ドラマCD BOOK Vol.4（2004年12月）
  - 盟勇機バディオーンシリーズは、同人誌を富士原屋・環屋の連名で、ドラマCDを髪ノ毛座が製作。
- スターフィッシュセイレーンズ（2006年8月）
  - 作画の一人として参加。原作・構成は長谷川裕一、企画・製作総指揮は環望、作画は前述のメンバーに加え、津島直人、こしじまかずとも、小林真文。

### ゲーム関係
スーパーロボット大戦α外伝
スレードゲルミルのメカニックデザインを担当。
第3次スーパーロボット大戦α
真・龍王機は超機人 龍虎王伝奇に登場した同名機を元にデザインされている。
スーパーロボット大戦OG ORIGINAL GENERATIONS
スレードゲルミルの原画を担当。